# Hatten (Niemcy)
Hatten – gmina samodzielna (niem. Einheitsgemeinde) w Niemczech, w kraju związkowym Dolna Saksonia, w powiecie Oldenburg.

## Współpraca
Miejscowości partnerskie:
- Auvers-le-Hamon, Francja
- Bad Sulza, Turyngia
- Burg (Spreewald), Brandenburgia
- Chorin, Brandenburgia
- Hatten, Francja
- Hoym, dzielnica Seeland, Saksonia-Anhalt
- Leißling, Saksonia-Anhalt
- Machaczkała, Rosja
- Zwenkau, Saksonia